# Roswitha Emonts-Gast
Roswitha Emonts-Gast, född 13 november 1944, är en friidrottare från Belgien. Hon deltog vid olympiska sommarspelen 1968.